# Пекарь и красавица
«Пе́карь и краса́вица» — российский романтический комедийный телесериал, снятый по мотивам израильского сериала Lihiyot Ita («Быть с ней»). Рабочие названия сериала — «Не пара», «Красавица и пекарь», «Девушка с билборда». Производством сериала занималась компания Art Pictures Vision при участии AVK Production.
Премьера сериала состоялась 18 февраля 2019 года на телеканале СТС. Новые серии выходили в эфир с понедельника по четверг в 20:00. Заключительная серия была показана 7 марта 2019 года в 20:30.

## Сюжет
В одном модном московском ресторане пекарь по имени Андрей отмечает годовщину отношений со своей возлюбленной Оксаной. Там он случайно знакомится с известной топ-моделью Сашей Лариной, которая меняет всю его жизнь, решив открыть неизвестный и чуждый для него мир светской жизни. Их встреча навсегда изменит каждого из них и заставит разобраться в том, что же такое настоящая любовь.

## Персонажи

### В главных ролях
| Актёр              | Роль                                                                                         |
| ------------------ | -------------------------------------------------------------------------------------------- |
| Анна Чиповская     | Саша (Александра) Ларина дочь российского миллиардера, топ-модель, лицо бренда Just a dream  |
| Никита Волков      | Андрей Гаврилов пекарь в «Пекарне Гавриловых»                                                |
| Алина Алексеева    | Оксана Измайлова девушка Андрея, парикмахер                                                  |
| Алексей Макаров    | Платон ресторатор-миллионер, влюблён в Сашу                                                  |
| Алексей Розин      | Лев директор Саши                                                                            |
| Артур Ваха         | Матвей Андреевич Гаврилов папа Андрея, Ивана и Кати, муж Нины, владелец «Пекарни Гавриловых» |
| Евгения Дмитриева  | Нина Ивановна Гаврилова мама Андрея, Ивана и Кати, жена Матвея                               |
| Даниил Вахрушев    | Иван Гаврилов младший брат Андрея, начинающий рэпер B-one                                    |
| Екатерина Воронина | Катя Гаврилова младшая сестра Андрея, влюблена в Мигеля                                      |
| Юлия Сулес         | Люба (Любовь) соседка Гавриловых                                                             |

### Приглашённые знаменитости
| Актёр                         | Роль  |
| ----------------------------- | ----- |
| Алёна Апина (12 серия)        | камео |
| Тимур Родригез (14, 16 серии) | камео |

### В ролях
| Актёр                           | Роль                                                       |
| ------------------------------- | ---------------------------------------------------------- |
| Джеймс Тратас (1, 15-17 серии)  | Пит Ховенс американский актёр, бывший парень Саши          |
| Вячеслав Манучаров              | ведущий телешоу «Дотянуться до звезды»                     |
| Жан-Мишель Щербак (с 3-й серии) | Мигель парень Кати                                         |
| Игорь Юртаев (с 8-й серии)      | Костян друг Ивана                                          |
| Владимир Канухин                | Юра влюблён в Катю                                         |
| Надежда Игошина                 | Марина официантка                                          |
| Ольга Веникова                  | Лера подруга Саши                                          |
| Анна Воркуева                   | Диана                                                      |
| Виталий Щанников                | ведущий стендапа                                           |
| Игорь Гаспарян                  | Самвел                                                     |
| Михаил Павлик                   | Комбо                                                      |
| Евгения Ахременко               | секретарь Льва                                             |
| Светлана Свибильская            | мама Оксаны                                                |
| Александр Катин                 | папа Оксаны                                                |
| Мария Ульянова                  | Анжелика                                                   |
| Рафаэль Мукаев                  | Арсен                                                      |
| Наталья Гриншпун                | Мария Павловна учительница Кати, первая учительница Андрея |
| Филипп Горенштейн               | Славик                                                     |
| Андрей Межулис                  | редактор                                                   |
| Ленни Хейден                    | Гарри кинопродюсер                                         |

## Эпизоды
| Сезон | Сезон | Серии | Период трансляции         |
| ----- | ----- | ----- | ------------------------- |
|       | 1     | 17    | 18 февраля — 7 марта 2019 |

### Сезон 1
| № серии | Премьера   | Описание серии |
| ------- | ---------- | --- |
| 1       | 18.02.2019 | Проводя вечер в дорогом московском ресторане, Андрей ссорится со своей девушкой Оксаной. Зато знакомится с известной моделью и актрисой, дочкой миллионера Сашей Лариной. |
| 2       | 18.02.2019 | Андрей получает приглашение от Саши на вечеринку в её доме. Гуччи его подставляет, а Саша зовёт прокатиться с ней завтра в Лондон. Оксана по-прежнему ждёт от Андрея предложения. |
| 3       | 19.02.2019 | Саша и Андрей в сопровождении Гуччи летят в Лондон на открытие галереи. Саша уезжает на ужин с известным продюсером и его сыном, Андрей остаётся один в неизвестном районе города. Тем временем в Малаховке Ваня следит за сестрой, и узнаёт, с кем она встречается.                    |
| 4       | 20.02.2019 | Андрей выручает Сашу из неприятной ситуации в отеле и остаётся ночевать у неё в номере. Катя умоляет Ивана не рассказывать родителям о её парне. |
| 5       | 21.02.2019 | По возвращении из Лондона Андрей пытается выяснить статус их отношений. Он приглашает Сашу на свидание, во время которого Саша тут же напрашивается к нему в гости. Оксана пытается выяснить у подруг, с кем Андрей ей изменяет.                                                        |
| 6       | 25.02.2019 | Семья Андрея поддерживает легенду о юбилее отца, на который приглашена Саша, ведь все мечтают с ней познакомиться. В разгар застолья появляется Оксана. |
| 7       | 26.02.2019 | У Саши день рождения и новый поклонник Платон организует вечеринку на теплоходе в стиле «Великий Гэтсби». Андрей решает поговорить с Оксаной. Саше неожиданно доставляют в подарок картину, и она уверена, что она от Андрея.                                                           |
| 8       | 27.02.2019 | Подружка Ивана обнаруживает в его фотоаппарате совместное фото Саши и Андрея и предлагает ему заработать на этом. На фотосессии Саша падает с лестницы и разбивает лицо, теперь её пробы для Голливуда под угрозой срыва. Андрей делает предложение Оксане, но вечером ему звонит Саша. |
| 9       | 28.02.2019 | Утром Андрей выходит из дома Саши и его тут же атакуют папарацци с вопросами. Совместное фото Саши и Андрея попадает в Интернет. Иван мучается угрызениями совести. Оксана готовится к свадьбе.                                                                                         |
| 10      | 04.03.2019 | Саша разъезжает по миру с рекламой своего бренда. Матвей уговаривает Андрея забыть девушку — она не его полёта птица. Оксану приглашают на передачу рассказать всю подноготную про нового бойфренда Саши Лариной.                                                                       |
| 11      | 04.03.2019 | По ТВ идёт сюжет о некрасивом скандале, который Саша устроила накануне в аэропорту. Лев в шоке — от услуг Лариной отказались почти все заказчики. Но Оксана подкидывает Льву идею, как вернуть Саше доброе имя.                                                                         |
| 12      | 05.03.2019 | Реклама лотереи произвела фурор. Матвей получает SMS от своей бывшей девушки с предложением встретиться. А Андрей получает предложение дать интервью в качестве телезвезды. |
| 13      | 05.03.2019 | Иван боится признаться отцу, что он виноват в пожаре. Матвей узнаёт, с кем встречается Катя. Андрей получает бизнес-предложение от Платона, не подозревая, что это часть плана Льва и Оксаны.                                                                                           |
| 14      | 06.03.2019 | К Саше с Андреем приходят полицейские с сообщением о её интимном видео с бывшим. Матвей просит Мигеля оставить его дочь. Ивану удаётся устроить концерт в клубе, он просит Сашу привести туда звезду.                                                                                   |
| 15      | 06.03.2019 | Андрей переживает из-за приезда Пита в Москву и они с Сашей ссорятся. Катя заявляется на танцплощадку к Мигелю и видит его с другой девушкой. Иван в студии Родригеса знакомится с бэк-вокалисткой.                                                                                     |
| 16      | 07.03.2019 | Родители решают отправить Андрея в Италию, чтобы он забыл Сашу. Пит готов сделать Саше предложение и приглашает на ужин в ресторан. Ивана вызывают на студию Родригеса. |
| 17      | 07.03.2019 | Оксана признаётся Андрею, что Саша ещё не дала согласие на свадьбу и сейчас, в ресторане, всё решается. Андрей мчится туда в надежде вернуть любимую женщину. Катя исчезает, оставив родителям записку, что уехала путешествовать с байкером.                                           |

## История создания
Действие телесериала разворачивается в Москве и в Лондоне. Столица Великобритании была воссоздана в одном из московских районов.
Съёмки первого сезона стартовали в мае 2018 года и прошли в Москве, Подольске и других подмосковных городах.
Съёмочный процесс первого сезона затронул парк «Зарядье», Поклонную гору, музеи-заповедники «Коломенское» и «Царицыно», аэропорты Домодедово и Внуково.
Закрытая презентация проекта для журналистов прошла 1 февраля 2019 года в ресторане Siberia Moscow, где были показаны две первых серии.

## Критика
Сериал получил неоднозначные оценки телекритиков и журналистов.
- Алина Бавина, «Вокруг. ТВ»: В проекте довольно внушительный актёрский ансамбль и потенциально он сулит множество разноплановых комичных ситуаций, понятных и смешных разным поколениям зрителей[1]
- Вера Цветкова, «Независимая газета»: Это милая, тонкая и красиво снятая романтичная комедия о любви[3]
- Маша Токмашева, «Кино-театр.ру»: Развивается сериал стремительно. С бодрыми диалогами, хорошей работой постановщиков и актёров он заполняет нишу простых, без экспериментов, мелодраматических историй с долей юмора на вечную тему неравной любви между принцем и золушкой (только наоборот)[15]